# Podlaha

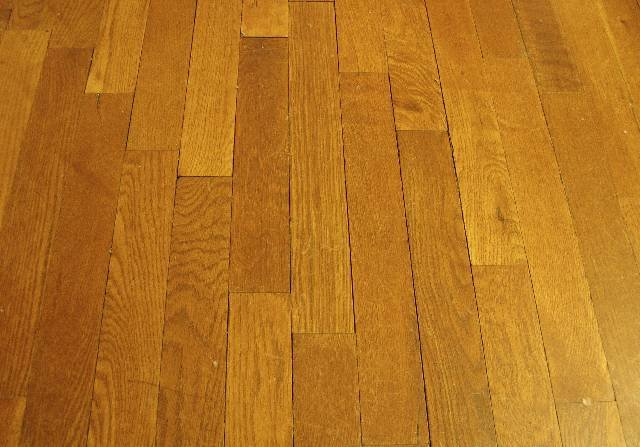
Dřevěná konstrukce podlahy

Podlaha je stavební konstrukce vytvářející nášlapnou a pohledovou horní plochu vodorovných a šikmých konstrukcí určenou k chůzi a pohybu. V současnosti je obvykle řešená jako technologický systém, který se skládá z jedné, nebo několika vrstev, kterými jsou nosná vrstva, izolační, roznášecí a vrchní nášlapná vrstva tvořená podlahovou krytinou. Podlaha bezprostředně navazuje na nosnou vrstvu - stropní konstrukce anebo podkladní vrstvu (na úrovni podlaží stavby navazujícího na terén). Konstrukce podlahy musí vyhovovat mnoha uživatelským a kvalitativním požadavkům jako jsou například odolnost, otěruvzdornost, protiskluznost, neprůzvučnost, požární bezpečnost, hygienická nezávadnost atd.

## Základní rozdělení podlah
- Dřevěná podlaha
- Laminátová podlaha
- Vinylová podlaha

## Způsoby pokládání podlah
- plovoucí podlahy - Podlahy, charakterizované oddělením podlahových vrstev od nosných konstrukcí stavby tak, aby nedocházelo k  přenosu otřesů - ruchů vznikajících kroky na podlaze do sousedících a souvisejících konstrukcí. Často jsou zaměňovány za laminátové podlahy, kdy plovoucí částí je jen nášlapná nejvrchnější vrstva.
- lepené podlahy -  Způsob pokládání podlahy s použitím lepidla k přilepení k nosné konstrukci stavby

## Rozdělení vrstev podlahy
- podkladní vrstva - je tvořena nosnou konstrukcí navazující na stropní nebo podkladní konstrukci buď plošnou (např. hrubá podlaha, betonové,  anhydritové) nebo prvkovou (trámy, hranoly, polštáře)
- vyrovnávací vrstva - slouží k vyrovnání všech nerovností podkladní vrstvy
- izolační vrstva
  - zvuková - kročejová izolace - slouží k útlumu a zabránění přenosu vibrací vznikajících kroky na podlaze do navazujících, především nosných konstrukcí
  - tepelná izolace (vláknité a pěnové izolační materiály -  apod. polystyren XPS, EPS) - brání tepelnému toku podlahovou konstrukcí
  - izolace proti vodě (např. vodotěsná stěrka, syntetické fólie - polyethylen) - chrání spodní konstrukce podlahy proti pronikání vody ze souvisejícího  provozu (bazény, akvaparky, sociální zařízení, velkokuchyně, spec. provozy aj.)
- roznášecí vrstvy - roznáší soustředěného užitného zatížení nášlapné vstvy do podkladní nebo nosné konstrukce
- nášlapné vrstvy - tvoří horní - pochozí a pojízdný povrch, tzv. čistou podlahu
  - lignocelulózová nášlapná vrstva - výrobky na bázi dřeva a bambusu - vlýsky, parkety, lamely aj.
  - dlažba (nejčastěji používané jsou keramické, kamenné, betonové, skleněné, dříve i dřevěné, špalíkové, cihelné, teracové a xylolitové)
  - monolitické (vrstvy prováděné in situ, často samonivelační - obv. , stěrková)
  - podlahové povlaky (celoplošné koberce, syntetické povlakové krytiny - např. PVC, vinyl, linoleum, aj.)
  - deskové (transparentní výrobky - skleněné, syntetické)

## Požadavky na podlahy
- Mechanická odolnost - musí vzdorovat mechanickým zařízením
- Otěruvzdornost - schopnost odolávat otěru
- Protiskluznost - odolnost povrchu proti nebezpečnému skluzu charakterizovaná definovaným součinitelem smykového tření
- Tepelně technické požadavky - odolnost podlahy při působení vysokých teplot
- Akustické požadavky - schopnost zamezit šíření hluku
- Vodotěsnost a odolnost proti vlhkosti - schopnost odolávat vlivu vody a vlhkosti, zajištěná vodotěsnou izolací a odolnou nášlapnou vrstvou
- Odolnost proti mrazu - schopnost  odolávat mrazu - mrazových cyklům, zajištěná omezením možnosti vody pronikat do struktury výrobku, materiálu, je požadována například u dlažby na balkóně
- Optické vlastnosti - povrchová vrstva podlahy ovlivňuje jas a světelný tok
- Požární bezpečnost - v únikových cestách je přípustný index šíření plamene 100 mm.min-1, což omezí šíření plamene
- Hygienická nezávadnost - požadavek na neuvolňování těkavých látek z podlahy, schopnost odolávat vzniku plísní aj.
- Odolnost proti chemikáliím - schopnost nášlapné vrstvy odolávat definovaným chemikáliím, např. chloridu sodnému
- Estetické požadavky - tvar, struktura, barevnost